# Marcela Donoso
 Marcela Donoso Concha (Santiago, Chile; sinh ngày 16 tháng 2 năm 1961) là một họa sĩ người Chile, thuộc phong trào Chủ nghĩa Hiện thực huyền ảo.

## Tiểu sử
Marcela Donoso sinh ngày 16 tháng 2 năm 1961 tại Santiago, Chile. Thời thơ ấu, bà sinh sống tại Hoa Kỳ và Venezuela. Năm 1970, bà trở về Chile. Từ năm 1972 đến năm 1973, bà tham dự Hội thảo Nghệ nhân Vật liệu Thép Concepción. Từ năm 1984 đến 1988, bà học tại Trường Mĩ thuật thuộc Đại học Chile. Bà nhận bằng Nghệ thuật, chuyên ngành hội họa và chạm khắc. Năm 1989 đến năm 1991, Donoso sống ở Mozambique. Tại đó, bà theo học với họa sĩ Malangatana Ngwenya và bà học tiếng Bồ Đào Nha. Trong số các tác phẩm của mình, à để lại dấu ấn với tác phẩm tượng đài Anh hùng Mozambique bằng sắt (1990), bức vẽ trên tường tại sân bay Inhambane (1989) và bức tranh tường kỷ niệm trưng bày trong tòa nhà chính phủ trong cùng thành phố. Bà tham gia chương trình nghệ thuật Hiệp hội hữu nghị, đoàn kết(AMASP) của Mozambique và Dự án phát triển nghệ thuật của UNICEF cho trẻ em là nạn nhân chiến tranh. Đồng thời, bà làm việc cho tổ chức Quốc tế Người khuyết tật.
Năm 1992, bà giành giải thưởng Liên minh Phụ nữ Palestine.
Năm 1999, bà mở nhiều hội thảo tại trung tâm văn hóa số 508, Brasília, Brasil, dưới sự bảo trợ của Đại sứ quán Chile.
Tháng 7 năm 1998, triển lãm lưu động Biểu tượng truyền thuyết và huyền thoại Chile khánh thành tại Trung tâm văn hóa Montecarmelo, Trung tâm văn hóa Puente Alto và Đại học Concepción. Dưới sự bảo trợ của Bộ Ngoại giao năm 1999, triển lãm này tiếp tục được tổ chức tại Trung tâm văn hóa 508 tại thủ đô Brasília. Bà tiếp tục tổ chức triển lãm tại Đài tưởng niệm người Mỹ Latinh đặt tại São Paulo, Brazil. được Lãnh sự quán Chile tài trợ năm 2000 và hội Nghệ thuật tôn giáo Mỹ Latinh. Năm 2002, bà xuất bản cuốn sách mang tựa đề Biểu tượng truyền thuyết và huyền thoại Châu Mỹ. Tháng 4 năm 2010, triển lãm Biểu tượng truyền thuyết và huyền thoại Châu Mỹ được khánh thành tại UDLA. Triển lãm tiếp tục được tổ chức vào tháng 9 cùng năm tại Tòa án Tối cao Chile.

## Tác phẩm
- Serie "Iconografía de Mitos y Leyendas de Chile",
- Serie "Patronos de Chile y otros conjuros"
- película, "El Caleuche"

## Sách
- Iconografía de Mitos y Leyendas de Chile, 2002, ISBN 956-291-592-1
- Pablo, 2008, ISBN 1-933032-09-X

## Triển lãm
- Universidad de Concepcíón, Chillán, Chile, 1998
- Centro Cultural Montecarmelo, Santiago, Chile, 1998
- Centro Cultural Puente Alto, Chile, 1999
- Centro cultural 508, Brasilia, Brasil, 1999
- Memorial de América Latina, Sao Pablo, Brasil, 1999